# 한국도서관협회
한국도서관협회(Korea Library Association)는 도서관 진흥과 상호간의 자료교환, 업무협력과 운영, 관리에 관한 연구, 관련 국제단체와의 상호협력 및 직원의 자질 향상과 공동이익 증진을 목적으로 1945년 8월 30일 설립된 대한민국 문화체육관광부 소관의 사단법인이다. 사무실은 서울특별시 서초구 반포대로 201, 국립중앙도서관 내에 있다. "길 위의 인문학" 사업은 한국도서관협회에서 2013년부터 추진하고 있는 대국민 서비스 사업이다. 매년 전국도서관대회를 개최하고 있다.

## 주요 사업
- 도서관의 관리운영기술에 관한 조사연구 및 그 실시 촉구
- 기관지 및 도서관과 독서에 관한 자료의 편간
- 도서관 직원의 교육 및 지위향상
- 도서관의 보급 및 설립운영지도
- 서지사업 및 양서의 보급선정
- 독서운동의 추진 및 진도
- 도서관 용품의 규격화 및 그 보급
- 전국도서관대회 개최
- 대활자본 제작 보급 사업